# ソユーズTM-16
ソユーズTM-16 (Союз ТМ-16 / Soyuz TM-16) は、宇宙ステーション・ミールへの往来を目的とした、16回目の有人ミッション。コールサインは「火山（露：вулкан ヴィーカン）」

## 乗組員[1]

### 打上げ時
- ゲンナジー・マナコフ (2) -  ロシア
- アレクサンドル・ポレシチューク (1) -  ロシア

### 帰還時
- ゲンナジー・マナコフ (2) -  ロシア
- アレクサンドル・ポレシチューク (1) -  ロシア
- ジャン＝ピエール・エニュレ (1) -  フランス

## ミッションハイライト

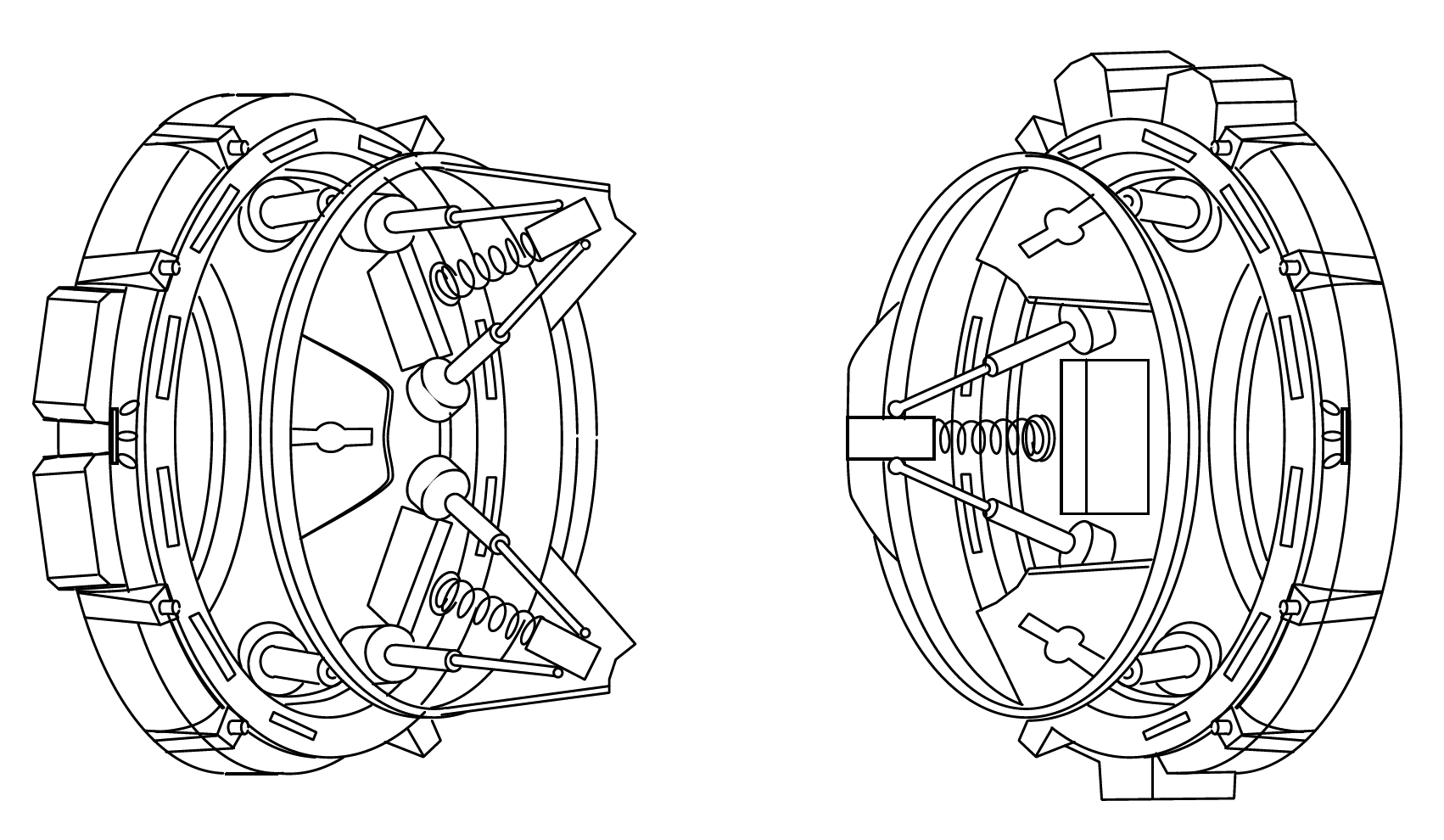
APAS-89

1976年以来ソユーズで使われていたプローブ&ドローグ式のドッキングシステムを初めて使用せず、ドッキングユニットとしてはAPAS-89 (Androgynous Peripheral Attach System) を用いた。これは1975年のアポロ・ソユーズテスト計画で用いられたAPAS-75とは異なるものだが、基本的な原理はよく似ている。ソユーズTM-16はこれを用いてクリスタルモジュールにドッキングした。これは、将来行われるスペースシャトルとミールのドッキングに備えての試験であった。
マナコフとポレシチュークは半年近い間ミールに滞在した後、ソユーズTM-17でミールを訪れたエニュレと共に地球へ帰還した。